# Zopfgruppe
Die Zopfgruppe {\displaystyle B_{n}} ist die Gruppe, deren Elemente n-strängige Zöpfe sind. Die Gruppenoperation ist die Aneinanderhängung von Zöpfen und das neutrale Element ist der n-Zopf ohne Überkreuzungen.
Es gibt für jede natürliche Zahl n eine Zopfgruppe {\displaystyle B_{n}}. Zopfgruppen werden in dem mathematischen Gebiet der Topologie untersucht. Zopfgruppen wurden erstmals in dem Artikel Theorie der Zöpfe aus dem Jahr 1925 von Emil Artin definiert; eine ähnliche Konstruktion gab es aber auch schon 1891 in einer Arbeit von Adolf Hurwitz.

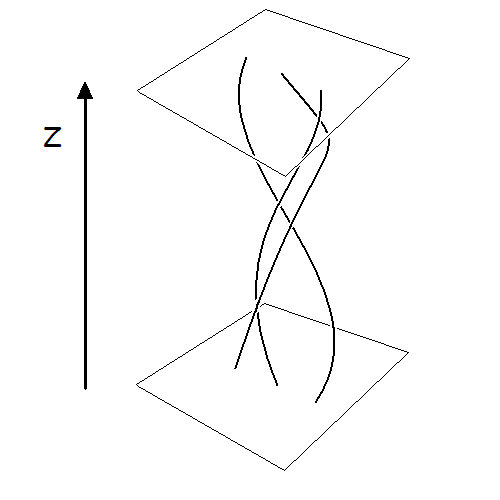
Ein Zopf im dreidimensionalen Raum

## Geometrische Definition

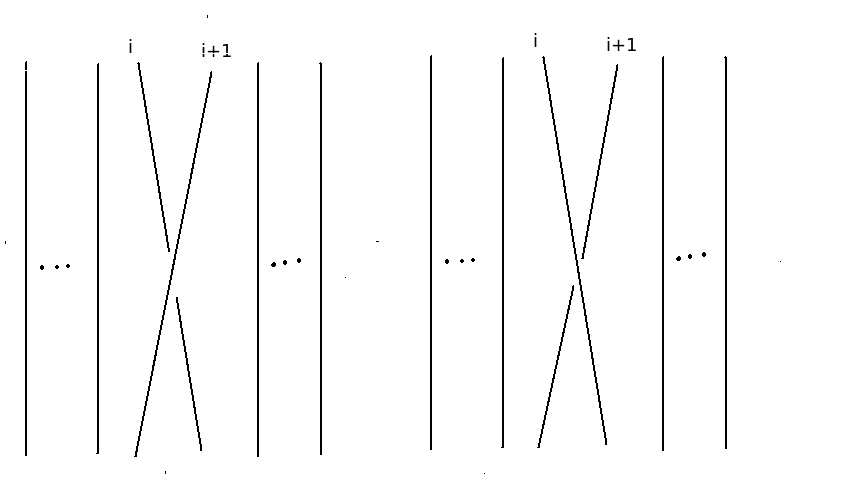
Die Erzeuger und

Ein {\displaystyle n}-strängiger Zopf ist eine Menge von {\displaystyle n} sich nicht schneidenden Kurven {\displaystyle k_{i}} (mit {\displaystyle 1\leq i\leq n}) in {\displaystyle \mathbb {R} ^{3}}, die in {\displaystyle \left({\frac {i}{n}},0,0\right)} beginnen, in {\displaystyle \left({\frac {\sigma (i)}{n}},0,1\right)} enden und in deren Parametrisierung die dritte Koordinatenfunktion (in der Abbildung die z-Koordinate) monoton steigend ist. Diese Kurven werden Stränge genannt.
Jedem n-Zopf ordnet man folgendermaßen ein Element {\displaystyle \sigma } der symmetrischen Gruppe {\displaystyle S_{n}} zu: die Permutation {\displaystyle \sigma } ist dadurch definiert, dass man dem i-ten Strang zu seinem Endpunkt {\displaystyle \sigma (i)} folgt. Der Kern dieser Abbildung ist die sogenannte reine Zopfgruppe. Sie besteht also nur aus solchen Zöpfen, bei denen der i-te Strang an Position i endet.
Zwei Zöpfe {\displaystyle b_{0}} und {\displaystyle b_{1}} sind äquivalent, wenn sie isotop sind, das heißt, wenn eine stetige Familie von Zöpfen {\displaystyle b_{t},\,t\in (0,1)} existiert, die in {\displaystyle b_{0}} startet und {\displaystyle b_{1}} endet.

## Gruppeneigenschaften
Die Menge aller (Äquivalenzklassen von) {\displaystyle n}-strängigen Zöpfe erzeugt eine Gruppe. Die Verknüpfung ist das Anfügen eines Zopfes unter dem anderen, wobei die
{\displaystyle z}-Koordinate reskaliert wird. Das Einselement der Gruppe ist der Zopf mit {\displaystyle n} parallelen Strängen.

Das inverse Element eines Zopfes ist gerade dessen Spiegelung.
Man kann jeden Zopf als eine Folge von Über- bzw. Unterkreuzungen der Stränge darstellen. Das sind gerade die in der Abbildung gezeigten Erzeuger {\displaystyle \sigma _{i}^{\,}} bzw. {\displaystyle \sigma _{i}^{-1}}.
Man kann sich in einer Skizze veranschaulichen, dass jeder Erzeuger {\displaystyle \sigma _{i}^{}} multipliziert mit seinem Inversen {\displaystyle \sigma _{i}^{-1}} das neutrale Element ergibt.

## Darstellung durch Erzeuger und Relationen
Die Zopfgruppe {\displaystyle B_{n}} besitzt die folgende Darstellung durch Erzeuger und Relationen:
Erzeuger:
- {\displaystyle \sigma _{1}^{},\ldots ,\sigma _{n-1}^{}}.

Relationen:
- {\displaystyle \sigma _{i}\sigma _{j}=\sigma _{j}\sigma _{i}\quad }    für   {\displaystyle |i-j|\geq 2}
- {\displaystyle \sigma _{i}\sigma _{i+1}\sigma _{i}=\sigma _{i+1}\sigma _{i}\sigma _{i+1}\quad }   für   {\displaystyle 1\leq i\leq n-2\,.}

(Die letzte Beziehung geht wesentlich über die Kommutatorrelationen vertauschbarer Observablen hinaus (siehe z. B. Quantenmechanik) und besagt u. a., dass benachbarte Zöpfe in spezieller Weise nicht kommutierbar sind.)
Die obige algebraische Definition ist mit der geometrischen äquivalent.
Insbesondere sind Zopfgruppen ein Spezialfall der Artin-Gruppen.

## Beispiele
Die Zopfgruppe {\displaystyle B_{1}} besteht nur aus einem Element. Die Zopfgruppe {\displaystyle B_{2}} ist die unendliche zyklische Gruppe {\displaystyle \mathbb {Z} }. Die Zopfgruppe {\displaystyle B_{3}} hat die Darstellung
{\displaystyle B_{3}=\langle \sigma _{1},\sigma _{2}\mid \sigma _{1}\sigma _{2}\sigma _{1}=\sigma _{2}\sigma _{1}\sigma _{2}\rangle }
und ist nicht-kommutativ.

## Zopfgruppen als Abbildungsklassengruppen
Die Abbildungsklassengruppe der Kreisscheibe mit {\displaystyle n} markierten Punkten ist isomorph zur Zopfgruppe {\displaystyle B_{n}}.

## Reine Zopfgruppe
Jeder n-strängige Zopf bestimmt eine Permutation der n-elementigen Menge. Die reine Zopfgruppe ist der Kern des so definierten Homomorphismus {\displaystyle B_{n}\rightarrow S_{n}}.

## Anwendungen
Mathematiker interessiert vor allem die Anwendung in der Knotentheorie:
Indem man das obere Ende des Zopfes mit dem unteren Ende verbindet, erhält man eine Verschlingung. Äquivalente Zöpfe erzeugen äquivalente Verschlingungen. Andererseits kann jede Verschlingung durch isotope Umformung in die Form eines geschlossenen Zopfes gebracht werden (Satz von Alexander). Wann zwei Zöpfe dieselbe Verschlingung erzeugen, klärt der Satz von Markow (Andrei Andrejewitsch Markow, 1903–1979, Sohn von Andrei Andrejewitsch Markow, 1856–1922).